# Carl Baxter
Carl Baxter (* 28. November 1985 in Winnipeg, Kanada) ist ein englischer Badmintonnationalspieler kanadischer Herkunft. 

## Karriere
Carl Baxter gewann in seiner ursprünglichen Heimat Kanada zwei Titel bei Schüler- und Jugendmeisterschaften, ehe er nach England übersiedelte und sich dort bis ins Nationalteam vorspielte. Seine ersten Lorbeeren für England erkämpfte er bei den Croatian International, wo er die Herreneinzelkonkurrenz gewann. 2010 erkämpfte er sich mit dem englischen Team Bronze im Mannschaftswettbewerb bei den Commonwealth Games. In der Saison 2009/2010 wurde er mit dem 1. BC Beuel Vizemeister in der deutschen Bundesliga. Bei der Badminton-Europameisterschaft 2010 wurde Baxter Fünfter.

## Sportliche Erfolge
| Saison | Veranstaltung                      | Disziplin    | Platz | Name                          |
| ------ | ---------------------------------- | ------------ | ----- | ----------------------------- |
| 1999   | Kanada: Schülermeisterschaften U14 | Herrendoppel | 1     | S. Parshin / Carl Baxter (ON) |
| 2001   | Kanada: Jugendmeisterschaften      | Herreneinzel | 1     | Carl Baxter (ON)              |
| 2007   | Croatian International             | Herreneinzel | 1     | Carl Baxter (ENG)             |
| 2010   | Badminton-Bundesliga               | Team         | 2     | 1. BC Beuel                   |
| 2010   | Commonwealth Games                 | Team         | 3     | England                       |
| 2010   | Europameisterschaft                | Herreneinzel | 5     | Carl Baxter (ENG)             |